# Steatoda adumbrata
Steatoda adumbrata är en spindelart som först beskrevs av Simon 1908.  Steatoda adumbrata ingår i släktet vaxspindlar, och familjen klotspindlar.
Artens utbredningsområde är Western Australia. Inga underarter finns listade i Catalogue of Life.